# Parapomecyna flavomaculata
Parapomecyna flavomaculata är en skalbaggsart som beskrevs av Stefan von Breuning 1968. Parapomecyna flavomaculata ingår i släktet Parapomecyna och familjen långhorningar. Inga underarter finns listade i Catalogue of Life.